# Сабашвили, Пармен Иванович
Пармен Иванович Сабашвили (груз. პარმენ ივანეს ძე საბაშვილი, 1883, село Чимданети, Озургетский район — 17 сентября 1937 г., Тбилиси) — грузинский эсер (социалист-революционер). Член Национального Совета Грузии. Юрист по профессии.

## Биография
Подписал Декларацию независимости Грузии.
В 1918 году был заместителем министра путей сообщения Грузии. Работал в Комиссии по продовольствию.
Остался в Грузии после советизации (1921). Жил в Батуми (улица Камо), занимался юридической практикой.
Арестован в 1937 году по обвинению в контрреволюционной деятельности. По решению Военной коллегии приговорён к смертной казни и расстрелян 17 сентября 1937 года.
В 1958 году реабилитирован Военной коллегией Верховного Суда СССР за отсутствием состава преступления.